# Jean-Marc Rebière
Jean-Marc Rebière (* 17. November 1952 in Bègles) ist ein ehemaliger französischer Radrennfahrer.

## Sportliche Laufbahn
Rebière war im Bahnradsport und im Straßenradsport aktiv. Er war Teilnehmer der Olympischen Sommerspiele 1980 in Moskau. In der Mannschaftsverfolgung kam Frankreich mit Alain Bondue, Philippe Chevallier, Pascal Poisson und Jean-Marc Rebière auf den 5. Platz.

## Familiäres
Sein Bruder Jean-Jacques Rebière war ebenfalls Radrennfahrer und Olympiateilnehmer.